# Antonio Arias Fernández
Antonio Arias Fernández (ur. ok. 1614 w Madrycie, zm. 1684 tamże) – hiszpański malarz barokowy, należał do przedstawicieli madryckiej szkoły malarskiej. Jego nauczycielem był Pedro de las Cuevas.